# Empoasca parvicornis
Empoasca parvicornis är en insektsart som beskrevs av Rowland Southern 1982. Empoasca parvicornis ingår i släktet Empoasca och familjen dvärgstritar. Inga underarter finns listade i Catalogue of Life.